# Parasphaerosyllis setoensis
Parasphaerosyllis setoensis är en ringmaskart som beskrevs av Imajima 1966. Parasphaerosyllis setoensis ingår i släktet Parasphaerosyllis och familjen Syllidae. Inga underarter finns listade i Catalogue of Life.